# Librairie théâtrale
 (mars 2011).
Si vous disposez d'ouvrages ou d'articles de référence ou si vous connaissez des sites web de qualité traitant du thème abordé ici, merci de compléter l'article en donnant les références utiles à sa vérifiabilité et en les liant à la section « Notes et références ».

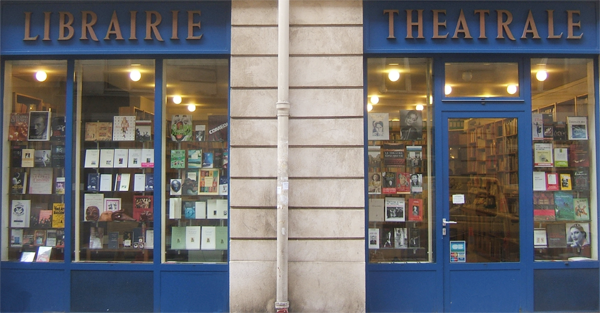
Devanture de la Librairie théâtrale.

La Librairie théâtrale est une librairie spécialisée en théâtre et arts du spectacle. Créée en 1840, elle est située dans le quartier de l’Opéra-Comique à Paris, dans le 2e arrondissement.

## Présentation
La Librairie théâtrale compte 20 000 références dont 80 % de pièces allant du classique au vaudeville. Son objectif est de permettre à tous les niveaux (professionnels, amateurs, enfants) de jouer et de lire du théâtre.
La maison a également une activité d'éditeur de pièces de théâtre.